# Roberto Vencato
Roberto Vencato (Brescia, 21 luglio 1952 – Trieste, 14 ottobre 2022) è stato un velista italiano.

## Biografia
Ha vinto numerose regate nelle classi Cadet e Flying Junior. Nella classe Snipe si è classificato secondo al Campionato Europa e Africa Junior ed è stato campione del Sud Europa a Blanes (Spagna), navigando con Giorgio Brezich.
Nella classe 470 ha vinto la classifica nazionale italiana Asitalia ed è stato tre volte campione italiano Junior.
Vencato ha conquistato una medaglia d'oro ai Giochi del Mediterraneo del 1975 e si è piazzato 14° alle Olimpiadi estive del 1976 nella classe 470, dove ha vinto una delle regate, navigando con il suo equipaggio Roberto Sponza.
Si è aggiudicato poi molte altre regate, tra cui la famosa Barcolana di Trieste dove ha vinto due volte la classifica assoluta e 11 volte la classifica di classe.
Come allenatore ha seguito le nazionali italiane (Juniors, Seniors e Olympic, sia maschili che femminili) dal 1988 al 1992, accompagnandole in 4 edizioni olimpiche. Ha portato i suoi atleti a vincere 12 Campionati Mondiali e 5 Campionati Europei, 3 medaglie d'oro ai Giochi del Mediterraneo e altre 11 medaglie.
È morto il 14 ottobre 2022, all'età di 70 anni.